# Bauwerkszuordnungskatalog
Der Bauwerkszuordnungskatalog (BWZ oder BWZK) wurde in den 1970er Jahren von der Zentralstelle für Bedarfsbemessung und Wirtschaftliches Bauen (mit Sitz in Freiburg) im Auftrag des Bundes und der Länder entwickelt. Die Zentralstelle wurde zwischenzeitlich als Referat IWB in den 2005 gegründeten Landesbetrieb Vermögen und Bau Baden-Württemberg eingegliedert. Der Katalog wird regelmäßig fortgeschrieben und von der Bauministerkonferenz veröffentlicht. Die letzte Fortschreibung erfolgte 2021.

## Ziel des Katalogs
Das Ziel des Katalogs ist es, jeder Gebäudetypologie eine vierstellige Nummer zuzuordnen. Diese Nummer wird in dem IT-Werkzeug PLAKODA.web für die schnelle und überschlägige Berechnung von Kostenrahmen oder Kostenschätzung nach DIN 276 benötigt. Zudem können anhand der BWZK und mittels der Orientierungswerte im Hochschulbau sehr schnell überschlägige Baukosten berechnet werden.

## Ordnungssystematik
Die systemische Ordnung erfolgt in Anlehnung an einschlägige Nomenklaturen im Bauwesen wie die DIN 276. Das heißt es gibt übergeordnete Hauptgruppen erster Ordnung:
1 Parlament, Gericht, Verwaltung
2 Wissenschaftliche Lehre u. Forschung
3 Gesundheit
4 Bildung und Kultur
5 Sport
6 Wohnen, Beherbergen, Betreuen, Verpflegen
7 Produktion, Lagerung, Verkauf, Wartung, Pflege, Ver- u. Entsorgung, Bereitschaftsdienste
8 Technik
9 Sonstiges und Ausland
In der weiteren Abstufung gibt es drei mögliche weitere Gruppen, hier exemplarisch

>>1300 Verwaltungsgebäude

>>> 1340 Polizeidienstgebäude Bund / Land

>>>>1344 Bereitschaftspolizei / Bundespolizei / Stabsgebäude / Wachgebäude
Der Planende kann dabei die Feinheit der BWZK selber festlegen. Dies ganz grob anhand der Hauptgruppe (also nur 1000 bis 9000) oder anhand einer sehr konkreten vierstelligen Nummer (z. B. 1344) sein. Für möglichst valide Kostenberechnungen sind daher am besten alle vier Nummerngruppen anzugeben.

## Bestandsgebäude
Der Katalog muss nicht nur für Neubauten wichtig sein. Er soll auch für Gebäude-Datenbanken jedweder Art eingesetzt werden, um schnell berechnen zu können, welche Werte ein Immobilien-Portfolio hat.

## Synopse zur DIN 277
Der BWZK steht gewissermaßen in Konkurrenz zur DIN 277 (Grundflächen und Rauminhalte im Hochbau), die natürlich in einer deutlich längeren Tradition auch Nutzungsflächen in Ordnungskategorien – hier allerdings nur sieben – unterteilt. Für viele Staaten oder Gebietskörperschaften ist die Anwendung der Ordnungssystematik des BWZK für Datenbanken jedoch deutlich sinnvoller, da u. a. die Bereiche „Arbeit“ und „Bildung, Unterricht und Kultur“ deutlich funktionaler und feiner aufgeschlüsselt sind.